# Piłka ręczna na Igrzyskach Panamerykańskich 2011 – turniej mężczyzn
Turniej piłki ręcznej mężczyzn na XVI Igrzyskach Panamerykańskich – siódmy turniej mężczyzn w ramach igrzysk panamerykańskich rozegrany w dniach 16–24 października 2011 roku w meksykańskiej Guadalajarze w hali Gimnasio San Rafael.
Zawody te były eliminacją do turnieju piłki ręcznej rozgrywanego podczas Letnich Igrzysk Olimpijskich 2012 – bezpośredni awans uzyskiwał złoty medalista, natomiast finalista otrzymywał szansę gry w światowych turniejach kwalifikacyjnych.
Zwycięsko z rywalizacji wyszła reprezentacja Argentyny awansując do olimpijskiego turnieju. Zdobywcy srebrnego medalu, Brazylijczycy, wystąpili natomiast w światowym turnieju kwalifikacyjnym w kwietniu 2012 roku. W takim turnieju wystartowali również brązowi medaliści – Chilijczycy.

## System rozgrywek
W zawodach startowało wyłonionych we wcześniejszych eliminacjach osiem zespołów podzielonych na dwie grupy po cztery zespoły. Rozgrywki prowadzone były w pierwszej fazie systemem kołowym, po którym następowała faza play-off: dwie najlepsze drużyny z każdej grupy walczyły o miejsca 1–4, natomiast pozostałe o pozycje 5–8.
W przypadku równej liczby punktów przy ustalaniu pozycji w grupie brane były pod uwagę kolejno następujące kryteria:
- wynik bezpośredniego meczu między zainteresowanymi drużynami
- różnica bramek w bezpośrednich pojedynkach między zainteresowanymi drużynami
- większa liczba bramek zdobytych w pojedynkach między zainteresowanymi drużynami

## Losowanie
Losowanie odbyło się w Guadalajarze 21 lipca 2011 roku. Drużyny zostały podzielone do czterech koszyków według wyników osiągniętych w rozgrywkach międzynarodowych.
| Koszyk 1               | Koszyk 2             | Koszyk 3          | Koszyk 4                        |
| ---------------------- | -------------------- | ----------------- | ------------------------------- |
| - Brazylia - Argentyna | - Chile - Dominikana | - Kanada - Meksyk | - Wenezuela - Stany Zjednoczone |

## Faza grupowa

### Grupa A
| 16 października 201113:00 | Brazylia | 46:17(17:7) | Kanada | Gimnasio San Rafael, Guadalajara |
| 16 października 201113:00 |          | 46:17(17:7) |        | Gimnasio San Rafael, Guadalajara |

| 16 października 201115:00 | Chile | 37:28(19:12) | Wenezuela | Gimnasio San Rafael, Guadalajara |
| 16 października 201115:00 |       | 37:28(19:12) |           | Gimnasio San Rafael, Guadalajara |

| 18 października 201113:00 | Kanada | 5:42(11:23) | Chile | Gimnasio San Rafael, Guadalajara |
| 18 października 201113:00 |        | 5:42(11:23) |       | Gimnasio San Rafael, Guadalajara |

| 18 października 201120:00 | Wenezuela | 15:37(8:19) | Brazylia | Gimnasio San Rafael, Guadalajara |
| 18 października 201120:00 |           | 15:37(8:19) |          | Gimnasio San Rafael, Guadalajara |

| 20 października 201113:00 | Brazylia | 36:22(15:9) | Chile | Gimnasio San Rafael, Guadalajara |
| 20 października 201113:00 |          | 36:22(15:9) |       | Gimnasio San Rafael, Guadalajara |

| 20 października 201115:00 | Kanada | 28:25(12:10) | Wenezuela | Gimnasio San Rafael, Guadalajara |
| 20 października 201115:00 |        | 28:25(12:10) |           | Gimnasio San Rafael, Guadalajara |

### Grupa B
| 16 października 201118:00 | Dominikana | 27:22(11:11) | Stany Zjednoczone | Gimnasio San Rafael, Guadalajara |
| 16 października 201118:00 |            | 27:22(11:11) |                   | Gimnasio San Rafael, Guadalajara |

| 16 października 201120:00 | Argentyna | 31:16(16:5) | Meksyk | Gimnasio San Rafael, Guadalajara |
| 16 października 201120:00 |           | 31:16(16:5) |        | Gimnasio San Rafael, Guadalajara |

| 18 października 201115:00 | Stany Zjednoczone | 19:36(9:12) | Argentyna | Gimnasio San Rafael, Guadalajara |
| 18 października 201115:00 |                   | 19:36(9:12) |           | Gimnasio San Rafael, Guadalajara |

| 18 października 201118:00 | Meksyk | 29:30(15:15) | Dominikana | Gimnasio San Rafael, Guadalajara |
| 18 października 201118:00 |        | 29:30(15:15) |            | Gimnasio San Rafael, Guadalajara |

| 20 października 201118:00 | Argentyna | 28:20(13:11) | Dominikana | Gimnasio San Rafael, Guadalajara |
| 20 października 201118:00 |           | 28:20(13:11) |            | Gimnasio San Rafael, Guadalajara |

| 20 października 201120:00 | Meksyk | 33:32(21:18) | Stany Zjednoczone | Gimnasio San Rafael, Guadalajara |
| 20 października 201120:00 |        | 33:32(21:18) |                   | Gimnasio San Rafael, Guadalajara |

## Faza pucharowa

### Mecze o miejsca 5–8
|  | Półfinały | Półfinały         | Półfinały |  |  | Mecz o 5. miejsce | Mecz o 5. miejsce | Mecz o 5. miejsce |
|  |           |                   |           |  |  |                   |                   |                   |
|  | 1         | Kanada            | 26        |  |  |                   |                   |                   |
|  | 4         | Stany Zjednoczone | 25        |  |  |                   |                   |                   |
|  |           |                   |           |  |  |                   | Kanada            | 26                |
|  |           |                   |           |  |  |                   | Meksyk            | 23                |
|  | 2         | Meksyk            | 30        |  |  |                   |                   |                   |
|  | 3         | Wenezuela         | 25        |  |  | Mecz o 7. miejsce | Mecz o 7. miejsce | Mecz o 7. miejsce |
|  |           |                   |           |  |  |                   |                   |                   |
|  |           |                   |           |  |  |                   | Stany Zjednoczone | 39                |
|  |           |                   |           |  |  |                   | Wenezuela         | 35                |

| 22 października 201112:30 | Kanada | 26:25(13:14) | Stany Zjednoczone | Gimnasio San Rafael, Guadalajara |
| 22 października 201112:30 |        | 26:25(13:14) |                   | Gimnasio San Rafael, Guadalajara |

| 22 października 201120:00 | Meksyk | 30:25(15:10) | Wenezuela | Gimnasio San Rafael, Guadalajara |
| 22 października 201120:00 |        | 30:25(15:10) |           | Gimnasio San Rafael, Guadalajara |

| 24 października 201110:00 | Stany Zjednoczone | 39:35(18:16) | Wenezuela | Gimnasio San Rafael, Guadalajara |
| 24 października 201110:00 |                   | 39:35(18:16) |           | Gimnasio San Rafael, Guadalajara |

| 24 października 201112:30 | Kanada | 26:23(11:12) | Meksyk | Gimnasio San Rafael, Guadalajara |
| 24 października 201112:30 |        | 26:23(11:12) |        | Gimnasio San Rafael, Guadalajara |

### Mecze o miejsca 1–4
|  | Półfinały | Półfinały  | Półfinały |  |  | Finał             | Finał             | Finał             |
|  |           |            |           |  |  |                   |                   |                   |
|  | 1         | Brazylia   | 41        |  |  |                   |                   |                   |
|  | 4         | Dominikana | 17        |  |  |                   |                   |                   |
|  |           |            |           |  |  |                   | Brazylia          | 23                |
|  |           |            |           |  |  |                   | Argentyna         | 26                |
|  | 2         | Chile      | 25        |  |  |                   |                   |                   |
|  | 3         | Argentyna  | 26        |  |  | Mecz o 3. miejsce | Mecz o 3. miejsce | Mecz o 3. miejsce |
|  |           |            |           |  |  |                   |                   |                   |
|  |           |            |           |  |  |                   | Dominikana        | 24                |
|  |           |            |           |  |  |                   | Chile             | 27                |

| 22 października 201110:00 | Brazylia | 41:17(18:8) | Dominikana | Gimnasio San Rafael, Guadalajara |
| 22 października 201110:00 |          | 41:17(18:8) |            | Gimnasio San Rafael, Guadalajara |

| 22 października 201117:30 | Chile | 25:26(10:15) | Argentyna | Gimnasio San Rafael, Guadalajara |
| 22 października 201117:30 |       | 25:26(10:15) |           | Gimnasio San Rafael, Guadalajara |

| 24 października 201117:30 | Dominikana | 24:27(10:12) | Chile | Gimnasio San Rafael, Guadalajara |
| 24 października 201117:30 |            | 24:27(10:12) |       | Gimnasio San Rafael, Guadalajara |

| 24 października 201120:00 | Brazylia | 23:26(14:15) | Argentyna | Gimnasio San Rafael, Guadalajara |
| 24 października 201120:00 |          | 23:26(14:15) |           | Gimnasio San Rafael, Guadalajara |

## Klasyfikacja końcowa
| Miejsce | Reprezentacja     | Uwagi                          |
| ------- | ----------------- | ------------------------------ |
| złoto   | Argentyna         | awans: IO 2012                 |
| srebro  | Brazylia          | awans: kwalifikacje do IO 2012 |
| brąz    | Chile             | awans: kwalifikacje do IO 2012 |
| 4.      | Dominikana        | -                              |
| 5.      | Kanada            | -                              |
| 6.      | Meksyk            | -                              |
| 7.      | Stany Zjednoczone | -                              |
| 8.      | Wenezuela         | -                              |

## Statystyki
Po zakończonym turnieju organizatorzy przedstawili statystyki dotyczące bramkarzy, zespołów, klasyfikacji fair play oraz statystyk indywidualnych.